# Glangevlin

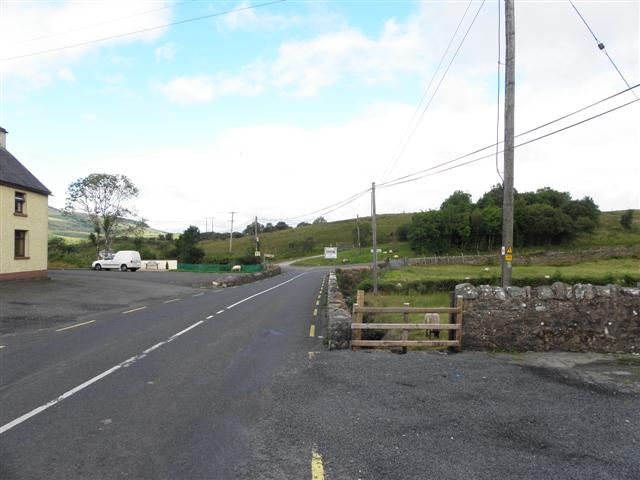
Glangevlin.

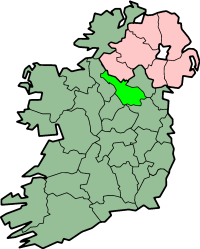
Karta som visar grevskapet Cavan.

Glangevlin (iriska: Gleann Ghaibhle) är en stad i norra  Irland i grevskapet Cavan, nära berget Cuilcagh.